# Charte européenne des femmes dans la cité
La charte européenne des femmes dans la cité est une charte qui revendique une démocratie paritaire femme-homme pour améliorer le cadre de vie urbain. Elle a été lancée en France dans le milieu des années 1990,. La charte européenne pour l'égalité des femmes et des hommes dans la vie locale a suivi en 2006,.